# Hattfjelldal
Hattfjelldal (sydsamiska: Aarborte) är den enda tätorten i Hattfjelldals kommun i Nordland fylke i norra Norge. Orten ligger där riksväg 73 möter fylkesväg 804 och utgör kommunens centralort.